# 川原毛大湯滝

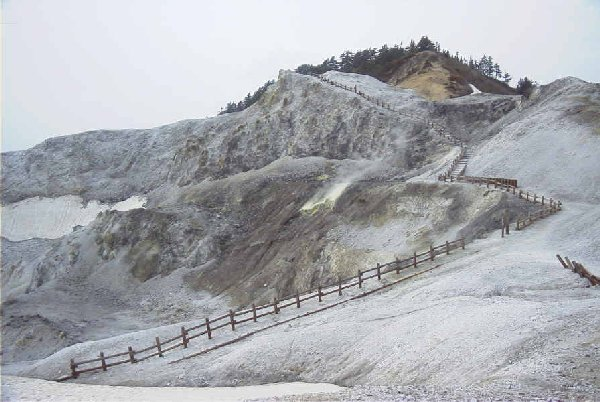
川原毛地獄

川原毛大湯滝（かわらげおおゆたき）とは、秋田県湯沢市にある野湯のこと。上流で湧出する温泉が沢水と合流して、高さ約20ｍから流れ落ちる全国でも珍しい『滝の湯』。滝つぼは程よい温度で天然の露天風呂となっている。適温時期は7月上旬から9月下旬。近くに川原毛地獄がある。

## 概要
上流の湧出地から流れ下る比高20m程度の滝が温水となっており、滝壺を温泉として利用できる。豪快な野湯という点では、北海道のカムイワッカの滝と並び評される。標高は700メートル。
日本の滝の中でも特筆すべきユニークな滝で、湯尻沢の上流で湧出する約96度の源泉が沢水に混入しながら流れ下り、適度な温泉となって断崖を一気に落下するもので、2つの滝壺が天然の露天風呂となっている。この源泉は世界に3つしかない強酸性温泉で、飛沫を浴びると目がかすかにしみるような刺激がある。皮膚炎や外傷に効能を持つ。

## 泉質
- 酸性 - 含二酸化炭素・鉄II - 塩化物泉
  - 源泉温度 : 94.5℃
  - PH : 1.41

湯温源泉地である川原毛地獄での温度であり、下流の滝壺では入浴に適した温度になっている。但し温度は河川水の多寡により変化する（乾燥している時期は40度を超えるが、豪雨の直後は水同様になる）。

## 温泉街
野湯であり温泉街は存在しないが、滝に至る手前の道を左に進んだ所に川原毛温泉跡がある。また、川原毛地蔵菩薩の左下を流れる川には、人工的に作られた湯壺が2ヶ所あり1年を通じて入浴できる（現在、「立ち入り禁止」の看板が設置されている）。

## アクセス
車（自家用車等）
東北中央自動車道・須川ICから秋田県道51号湯沢栗駒公園線経由で約20分。駐車場からは徒歩で15分程度。（案内標識あり）
- 駐車場があるが、許容台数が少ないため、観光シーズンには停められる保証はない。

公共交通
小安峡温泉、泥湯温泉、秋ノ宮温泉郷と川原毛地獄を結ぶ予約制乗合タクシー「こまちシャトル」が季節運行されている。川原毛地獄から滝までは徒歩約25分。
「こまちシャトル」はJR奥羽本線 湯沢駅から各温泉地への便も運行されている。
※冬季（11月中旬～翌年5月頃）期間中は、駐車場まで直通する道路が冬季閉鎖のため、車の利用は出来ない。

## 周辺
- 川原毛地獄
- 泥湯温泉
- 上の岱地熱発電所
- 小安峡